# 藤原辰雄
藤原 辰雄（ふじわら たつお、1952年1月25日 - ）は、日本中央競馬会 (JRA) ・美浦トレーニングセンター北に所属していた元調教師。

## 来歴
1980年、11月から美浦・坂本栄三郎厩舎所属の調教助手となる。
1983年、9月から美浦・佐藤嘉秋厩舎所属となる。
1989年、3月から美浦・伊藤正徳厩舎所属となる。
1994年、調教師免許を取得する。
1995年、厩舎を開業。3月11日、中京競馬場で行われた御在所特別が厩舎の管理馬の初出走となり、ブランドロイヤルが11着となる。4月15日に中山競馬場の第12競走でグランコアレスが勝利し、のべ9頭目で初勝利を挙げる。
1997年、10月15日に管理馬が地方競馬で初出走する。
2003年、マーキュリーカップをディーエスサンダーが制し、地方初勝利が重賞およびダートグレード競走初勝利となった。
2004年、施行が延期された中山大障害をブランディスが制し、JRA重賞およびJRAGI初勝利を挙げる。同年ブランディスがJRA賞最優秀障害馬を受賞する。
2011年、河野通文調教師が暴力団との交際問題で調教師免許剥奪処分を受けたことに伴い、9月26日付で河野厩舎所属競走馬を臨時貸付という形で一時預かることとなった（臨時貸付期間終了後は旧河野厩舎管理馬は他厩舎に分散して転厩した）。
2021年12月20日をもって調教師を勇退した。2022年2月の定年予定を繰り上げての勇退となり、これに伴い、翌21日付で騎手時代の弟子である村田一誠が厩舎を引き継いで開業した。

## 調教師成績
|            | 日付           | 競馬場・開催  | 競走名              | 馬名               | 頭数 | 人気 | 着順 |
| ---------- | -------------- | ------------- | ------------------- | ------------------ | ---- | ---- | ---- |
| 初出走     | 1995年3月11日  | 1回中京3日10R | 御在所特別          | ブランドロイヤル   | 15頭 | 9    | 11着 |
| 初勝利     | 1995年4月15日  | 3回中山7日12R | 5歳上500万下        | グランコアレス     | 16頭 | 3    | 1着  |
| 重賞初出走 | 1995年12月10日 | 5回中山4日11R | 朝日杯3歳ステークス | フィールドプリンス | 12頭 | 12   | 12着 |
| GI初出走   | 1995年12月10日 | 5回中山4日11R | 朝日杯3歳ステークス | フィールドプリンス | 12頭 | 12   | 12着 |
| 重賞初勝利 | 2004年1月10日  | 1回中山2日10R | 中山大障害          | ブランディス       | 13頭 | 3    | 1着  |
| GI初勝利   | 2004年1月10日  | 1回中山2日10R | 中山大障害          | ブランディス       | 13頭 | 3    | 1着  |

### 主な管理馬
※括弧内は当該馬の優勝重賞競走、太字はGI級競走。
- ディーエスサンダー（2003年マーキュリーカップ、ブリーダーズゴールドカップ2着）
- ブランディス（2004年中山大障害、中山グランドジャンプ）
- サウンドザビーチ（2007年TCK女王盃）
- ベストグランチャ（2007年東京オータムジャンプ）